# Поріял
Поріял (там. பொரியல்) — тамільське слово для позначення будь-якої смаженої або іноді пасерованої страви з овочів. На каннаді це називається palya, на телугу vepudu, на малаялам mezhukupuratti . Зазвичай його готують шляхом дрібного обсмажування подрібнених або нарізаних кубиками овочів і зелені разом зі спеціями. Підготовка зазвичай включає в себе смаження насіння гірчиці, урад дал, цибулі, а потім основного овоча, і, нарешті, додавання куркуми, різних спецій, сухого червоного перцю чилі та коріандру. У Таміл Наду подрібнений кокос додають як заправку. Усі поріяли за замовчуванням мають деякі овочі та сочевицю чи зелень, але існує багато варіацій основного овоча.
Поріял служить гарніром до обіду з трьох страв із рису з самбхаром, расамом і йогуртом. Поріял також зазвичай їдять з чапаті.

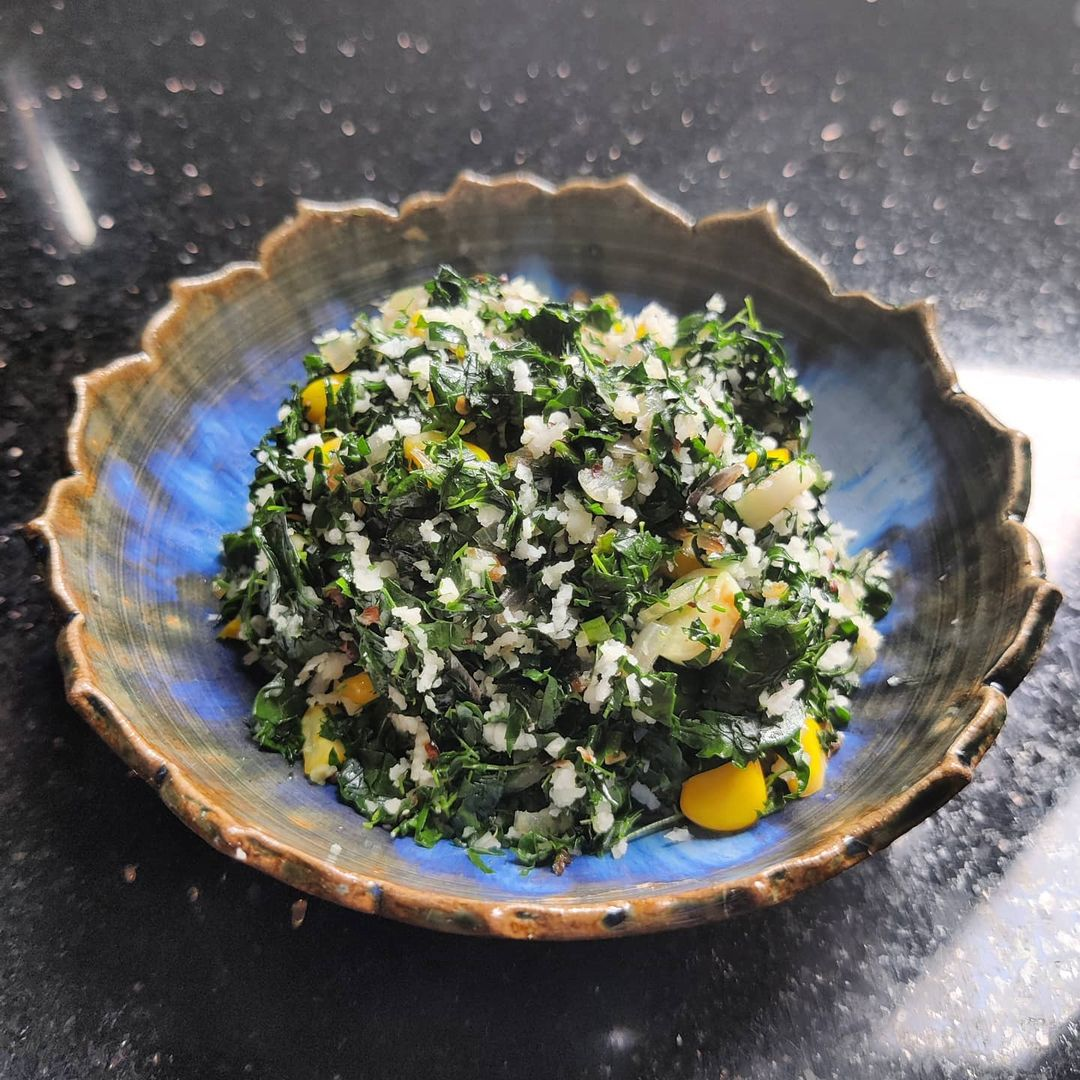
«Murungakai Keerai Poriyal» — це поріял з листя морінги.

Існує багато інших регіональних варіацій. Палія, дуже поширена страва в південноіндійському штаті Карнатака, дуже схожа на поріял. Деякі варіанти palya включають використання чана дал замість урад дал. Поруту в регіоні Андхра готують майже так само, але назва стала альтернативою яєчному поріялу .

## Етимологія
Слово «поріял» означає процес приготування або приготування страви. Дієслово pori означає смаження з перемішуванням, тобто приготування в гарячому воці з невеликою кількістю гарячої олії. Слово Pori як іменник відноситься до рису або попкорну, які готуються подібним чином.